# Forsvik
Forsvik – miejscowość (tätort) w Szwecji, w regionie administracyjnym (län) Västra Götaland, w gminie Karlsborg.
Według danych Szwedzkiego Urzędu Statystycznego liczba ludności wyniosła: 323 (31 grudnia 2015), 344 (31 grudnia 2018) i 318 (31 grudnia 2019).